# Frittata

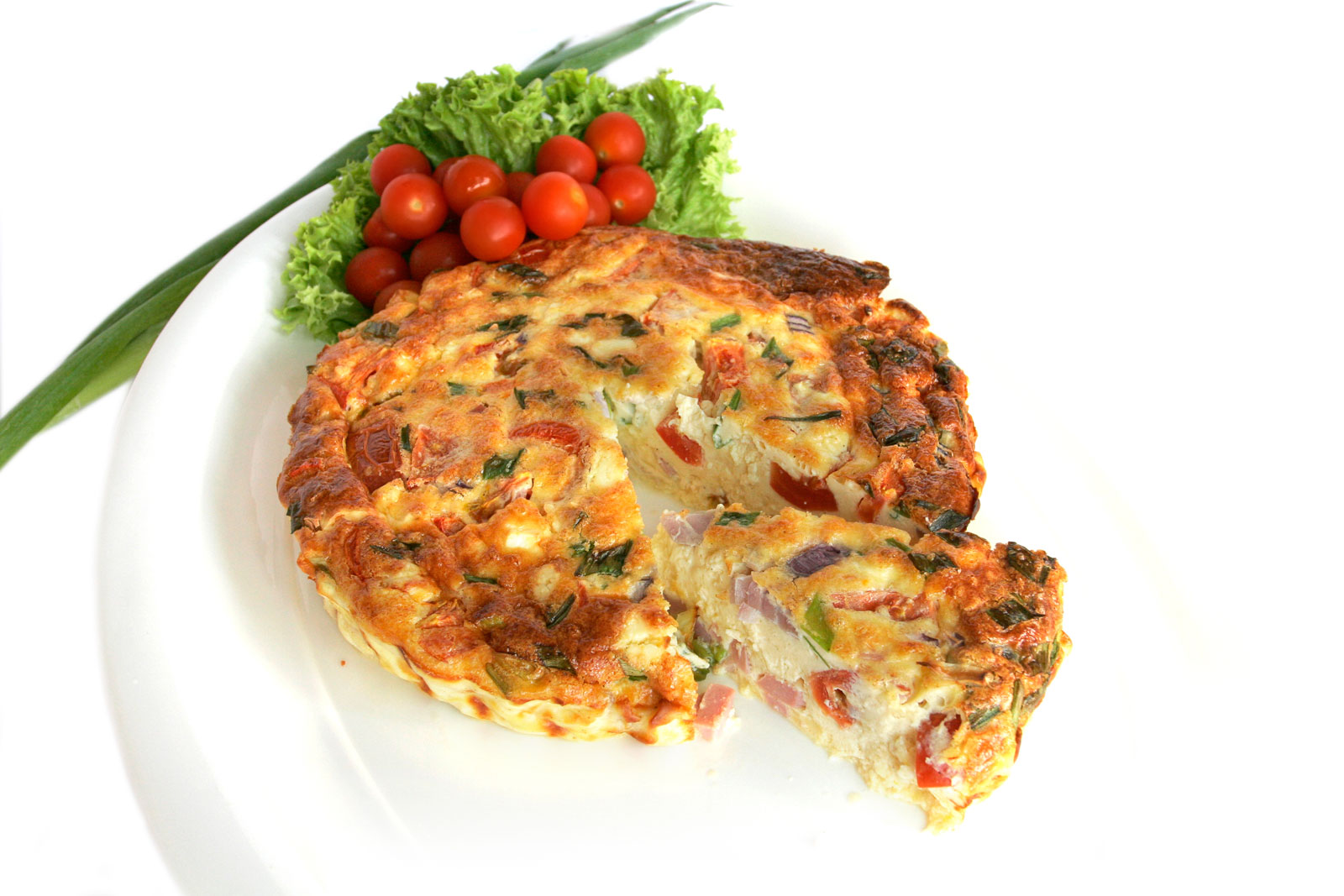
Frittata

A frittata egy olasz eredetű tojásétel. A rántotta és az omlett között áll.
Az olasz frittata szó a friggere szóból származik, és nagyjából sültet jelent. Eredetileg a tojás serpenyőben történő főzésének általános kifejezése volt, a tükörtojástól a hagyományos omletten át a spanyol omlett olasz változatáig, amelyet sült burgonyával készítenek. Ez az étel számos országban, így Dél-Európában, Észak-Afrikában és Iránban elterjedt. 
Gyakran előző napi maradékok felhasználásával készül. Számos zöldséges és egyéb változata létezik. 